# Сеща
Се́ща — посёлок в Дубровском районе Брянской области Российской Федерации, административный центр Сещинского сельского поселения. 28 апреля 2011 года удостоен почётного звания Брянской области «Посёлок партизанской славы».
Близ посёлка на аэродроме Сеща базируется 566-й военно-транспортный авиационный полк, на вооружении которого состоят самолёты Ан-124 «Руслан» и Ил-76.

## География
Расположен в 11 км к северо-западу от районного центра Дубровка, на автотрассе Р120 в 100 километрах от Брянска и 40 километрах от города Рославль Смоленской области.

## Население
| 2002 | 2010  | 2013  |
| ---- | ----- | ----- |
| 5140 | ↘4495 | ↘4310 |

По данным похозяйственного учёта, население посёлка на 1 января 2010 года составляло 1 423 жителя. Однако эта цифра учитывает только «гражданское» население Сещи (исключая военнослужащих и членов их семей). Полное же население Сещи, по данным Всероссийской переписи населения 2010 года, составило 4 495 человек.

## История
Посёлок возник при ж/д станции Сещинская на линии Брянск—Рославль (с 1868 года), назван по одноимённой деревне (в 5 км на юго-восток, ныне практически исчезла). Входил в состав Рославльского уезда Смоленской губернии (в 1924—1929 годах — волостной центр). 

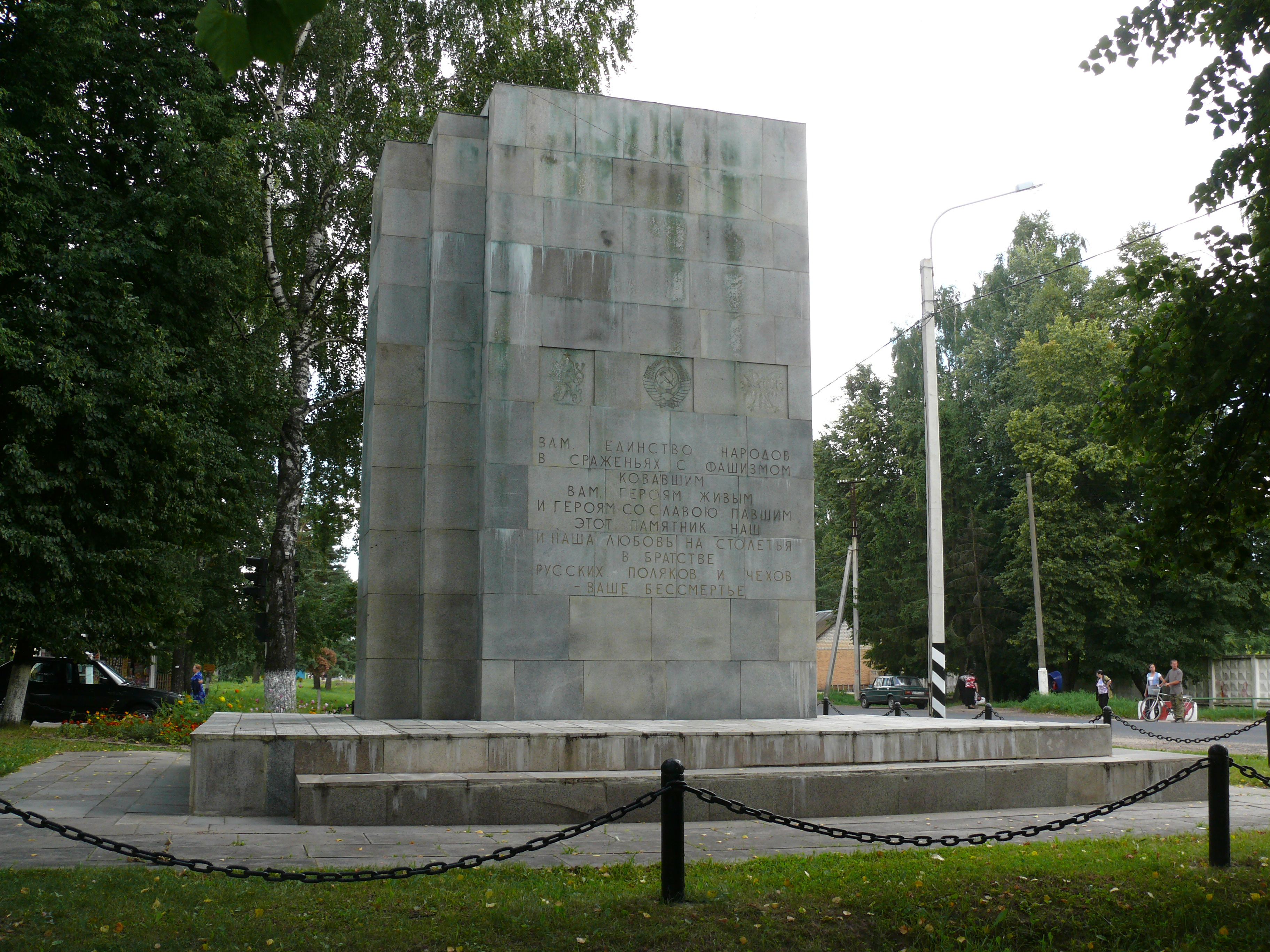
Памятник интернациональному подполью

В посёлке имеется месторождение фосфоритов (с 1883 по 1941 годы работала старейшая на Брянщине фосфоритная мельница).
В 1931 году в Сеще было начато строительство крупного военного аэродрома для тяжёлой авиации.
Во время Великой Отечественной войны, в годы немецко-фашистской оккупации в Сеще действовало интернациональное подполье. В 1968 году на шоссе у посёлка установлен памятник в честь его героев, архитектор Ю. И. Тарабрин.
16 февраля 1956 года было подписано Постановление Президиума Верховного Совета РСФСР об отнесении посёлка Сеща к категории рабочих посёлков (посёлков городского типа), однако сведений об исполнении или отмене данного постановления не имеется.

## Социальная сфера
В посёлке имеется средняя школа, молодёжный центр «Дружба», почта, телеграф, Сещинский музей интернационального подполья, сельская библиотека, больница, комплекс Мемориальной славы, гарнизонный офицерский клуб (ГОК).